# KJ Simpson
Pour les articles homonymes, voir KJ et Simpson.
Kenneth "KJ" Simpson Jr., né le  8 août 2002 à Los Angeles en Californie, est un joueur américain de basket-ball évoluant au poste de meneur et mesurant 1,84 m.

## Biographie

### Carrière universitaire
Entre 2021 et 2024, il joue pour les Buffaloes du Colorado à l'université du Colorado à Boulder.
Le 12 avril 2024, il annonce qu'il se présente à la draft 2024 de la NBA.

### Carrière professionnelle

#### Hornets de Charlotte (depuis 2024)
Le 27 juin 2024, il est sélectionné à la 42e position de la draft 2024 de la NBA par les Hornets de Charlotte.
Le 7 juillet 2024, il signe un Two-way contract avec les Hornets.

## Palmarès et distinctions personnelles

### Universitaires
- First-team All-Pac-12 (2024)
- Second-team All-Pac-12 (2023)
- Pac-12 All-Freshman Team (2022)

## Statistiques

### Universitaires
| Saison    | Équipe   | Matchs | Titul. | Min./m | % Tir | % 3pts | % LF | Rbds/m. | Pass/m. | Int/m. | Ctr/m. | Pts/m. |
| --------- | -------- | ------ | ------ | ------ | ----- | ------ | ---- | ------- | ------- | ------ | ------ | ------ |
| 2021-2022 | Colorado | 32     | 1      | 21,3   | 37,7  | 25,4   | 77,0 | 2,53    | 2,69    | 0,81   | 0,12   | 7,44   |
| 2022-2023 | Colorado | 29     | 27     | 31,9   | 39,6  | 27,6   | 81,7 | 4,28    | 3,83    | 1,48   | 0,17   | 15,86  |
| 2023-2024 | Colorado | 37     | 37     | 35,1   | 47,5  | 43,4   | 87,6 | 5,81    | 4,89    | 1,62   | 0,05   | 19,68  |
| Carrière  | Carrière | 98     | 65     | 29,7   | 42,9  | 34,7   | 83,4 | 4,29    | 3,86    | 1,32   | 0,11   | 14,55  |